# Куксервативний
Куксервативний (англ. cuckservative) — це пейоратив, утворений способом телескопії з «кук» (скорочення слова «куколд») та політичного терміну «консервативний». Слово стало ярликом, яким користуються білі націоналісти та альт-праві в Сполучених Штатах. Слово «куксервативний» досягло високого рівня використання в масовій політичній дискусії приблизно в середині липня 2015 року, коли воно привернуло увагу ЗМІ всього за кілька тижнів до початку перших Республіканських первинних дебатів для президентських виборів у США 2016 року.
Сам термін, так само, як і скорочена форма «cuck» на позначення «куколда» («cuckold»), виникли на таких вебсайтах, як 4chan (зокрема в розділі /pol/) та 8chan, правому форумі My Posting Career, блозі The Right Stuff та інших сайтах альт-правих.

## Визначення та походження
Одне з визначення терміну «куксервативний» — той, хто є правим і виступає проти верховенства білих, при тому розуміючи всі ключові положення «абстрактних консервативних цінностей». На думку білого супрематиста Річарда Б. Спенсера, цей термін є скороченням, що використовується для вираження «певного виду зневаги до консерваторів». Фраза схожа на термін «республіканець лише за назвою» (Republican In Name Only — RINO). Соціальні консерватори, які вживають цей термін, засуджують тих, кого вони вважають республіканцями, які використовують соціально-консервативні цінності, щоб апелювати до свого електорату під час виборчого циклу, лише для того, щоб скористатися обміном голосами й мати з чим іти на компроміси з іншими політичними силами під час перебування на посаді. Деякі спостерігачі, такі як Південний Юридичний Центр з Питань Бідності, кажуть, що станом на серпень 2015 року використання цього терміну почало поширюватися серед білих супрематистів у США.
Термін «куколд» має довгу історію та є образою, яка передбачає, що конкретний чоловік слабкий і навіть може відчувати задоволення від власного приниження. Скорочена форма «cuck» виникла таким чином як образа в інтернеті, і вона також відноситься до жанрової порнографії, у якій дружина відторгає свого слабкого чоловіка для сексу з сильним чоловіком, який збуджується, споглядаючи це. Таким чином, чоловік стає куколдом (рогоносцем).
Деякі американські політичні письменники припускають, що терміни «cuck» і «cuckservative» є натяком на фетиш та використовуються через їхнє порнографічне коріння, замість того, щоб бути просто сексуальною образою, як оригінальне слово «cuckold» (куколд/рогоносець). Таким чином, слово «cuck» проектує занепокоєння та образи того, хто ображає, натякаючи на те, що мішень слабка або насолоджується своїм приниженням. Термін «куксервативний» схожим чином натякає, що деякі республіканці принижуються своїми діями, відчуваючи себе в захваті та збудженні від власної деградації через відмову від власних моральних норм.
Білі супрематисти вживають цей термін, щоб засудити білих політиків, які, за їхніми словами, несвідомо пропагують «інтереси євреїв та небілих». Антидефамаційна ліга каже, що цей термін використовується білими супрематистами як синонім раніше існуючої фрази «зрадники раси». Ті, кого описують у консервативних ЗМІ як «куксервативні», а також журналісти та коментатори з інших засобів масової інформації, засуджують цей термін як антихристиянську расистську образу та волання неореакціонерів і білих супрематистів.
Консервативний сайт новин в Іспанії переклав «cuckservative» як «cornuservador», заявивши, що: «Республіканці — це не що інше, як „контрольована опозиція“, повністю в руках політичних лівих, їхнє єдине прагнення це домогтися тих рідкісних випадків, коли ці руки погладять їх по голові, а засоби масової інформації нагородять їх жаданим прикметником „помірний“: вони і є „cornuservadores“».

## Використання
Джит Гір з The New Republic писав, що це слово є «прекрасним прикладом того, як звук слова може підсилити його значення: абразивний для вух, „куксервативний“ відповідно має таке ж потворне походження та значення». Найбільш популярним слово стало в середині 2015 року після того, як деякі альт-праві користувачі інтернету не схвалили спроби Джона Маккейна, Джеба Буша та інших республіканців встановити більш політично консервативні позиції, дублюючи тих, хто займався «куксерватизмом». Протягом кількох тижнів цей термін додатково набув використання у соціальних мережах та широкому інтернеті загалом.
Пишучи для Hot Air, Тейлор Міллард розкритикував це слово та його історію вживання білими супрематистами. Він назвав це короткозорістю, висловивши свою думку, що популярність Ренда Пола у провідних університетах з переважно чорношкірими студентами може зробити афроамериканців більш консервативними в майбутньому. Метт Льюїс у The Daily Beast висловив свою думку, що це слово може стати таким же популярним у республіканців, як і «RINO» (Republican In Name Only — Республіканець лише за назвою), навіть якщо вони не звертають уваги на його часто фетишеві відтінки. Ерік Еріксон, засновник правого вебсайту RedState.com, назвав це слово образою білих республіканців-християн. Пишучи для The Washington Post, Девід Вайґл описав цей термін як результат наростаючого незадоволення елементів з правого крила.